# (19441) Trucpham
(19441) Trucpham (1998 FJ105) – planetoida z pasa głównego asteroid okrążająca Słońce w ciągu 4,53 lat w średniej odległości 2,73 j.a. Odkryta 31 marca 1998 roku.